# Circulaire 14
 (19 novembre 2022).
Les informations dans cet article sont mal organisées, redondantes, ou il existe des sections bien trop longues. Structurez-le ou soumettez des propositions en page de discussion.
Avec le temps, il arrive que le contenu présent dans un article devienne désordonné. Il est souvent nécessaire de réorganiser l'article de fond en comble.
- Il faut tout d’abord répartir le contenu de l'article en plusieurs sections. Les informations doivent ensuite être exposées clairement et le plus synthétiquement possible, regroupées par sujet afin d'éviter les doublons. Quelqu'un cherchant une information précise doit pouvoir la trouver rapidement en lisant la section appropriée.
- À l'intérieur de chaque section, le texte, souvent initialement sous la forme de phrases éparses, doit être regroupé dans des paragraphes de quelques lignes, en assurant un enchaînement logique et une cohérence entre les phrases.
- Lorsque l'article ou l'une de ses sections développe trop longuement un point qui n'est pas dans le cœur du sujet traité, il convient de faire une synthèse et de transférer l'ancien contenu dans des articles plus appropriés (en cas de transfert, il faut impérativement respecter la procédure Aide:Scission).

Si vous pensez que ces points ont été résolus, vous pouvez retirer ce bandeau et améliorer le plan d'un autre article.

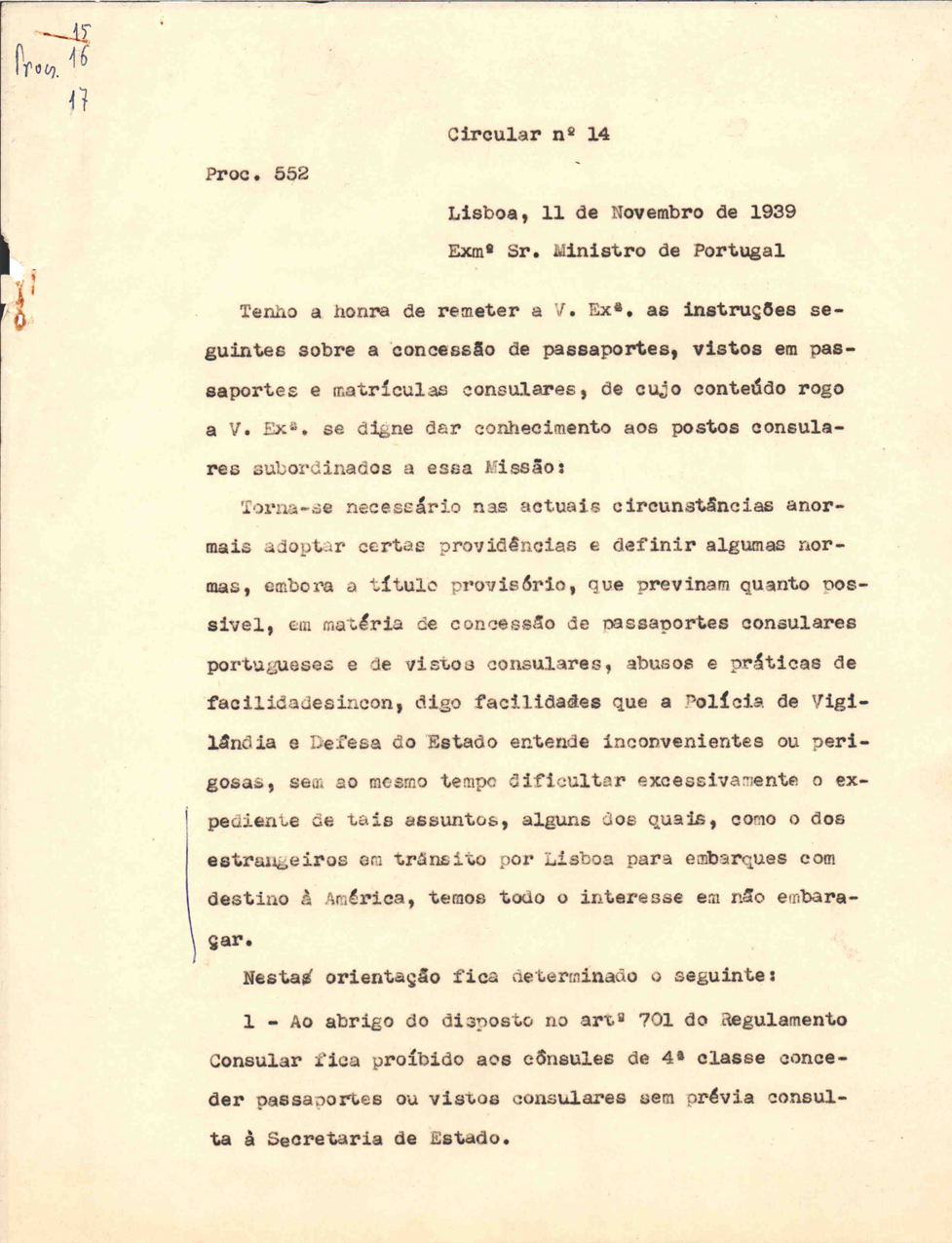
La première page de la circulaire 14, émise pour prévenir dans la mesure du possible les abus et pratiques d'installations que le PVDE juge incommodes ou dangereux

La circulaire n°14, du 11 novembre 1939,, du ministère portugais des Affaires étrangères, adressée aux représentants portugais à l' étranger et signée par le secrétaire général du ministère, Luís Teixeira de Sampaio, établit des règles restrictives pour l'octroi de visas et de passeports

## Impact
"Il est nécessaire, dans les circonstances anormales actuelles, d'adopter certaines mesures et de définir certaines règles, quoique à titre provisoire, qui empêchent, dans la mesure du possible, en termes d'octroi de passeports consulaires portugais et de visas consulaires, les abus et les pratiques de installations que la police de défense et de surveillance de l'État comprend qu'elles sont gênantes ou dangereuses, sans pour autant compliquer excessivement le traitement de ces questions, dont certaines, comme les étrangers en transit par Lisbonne pour embarquer vers l'Amérique, nous avons tout intérêt à ne pas gêner."
Cette directive détermine ce qui suit :
1 - En vertu des dispositions de l'article 701 du Règlement consulaire , il est interdit aux consuls de 4ème classe de délivrer des passeports ou des visas consulaires sans consultation préalable du Secrétaire d'Etat.
Unique § – Sont exclus les consuls de 4ème classe qui ont reçu une autorisation spéciale délivrée par le Ministère, qui sera régie par les dispositions suivantes, relatives aux consuls de carrière (Orense, Ayamonte, Tuy, Casablanca).
2 – Les consuls de carrière ne peuvent accorder de visas consulaires sans consultation préalable du ministère des Affaires étrangères :
a) – les étrangers de nationalité indéfinie, contestée ou contestée, les apatrides, les titulaires de passeports Nansen et les Russes ;
b) - aux étrangers qui ne prétendent pas d'une manière que le consul juge les raisons de venir au Portugal satisfaisantes et aussi à ceux qui présentent dans leur passeport la déclaration ou tout signe de ne pas pouvoir retourner librement dans le pays d'où ils viens; à l'égard de tous les étrangers, les consuls chercheront à s'assurer s'ils ont des moyens de subsistance.
c) – aux juifs expulsés des pays de leur nationalité ou de ceux dont ils sont originaires ;
d) - à ceux qui, invoquant la circonstance de venir s'embarquer dans un port portugais, n'ont pas dans leur passeport un bon visa consulaire pour entrer dans le pays auquel ils sont destinés, ou des billets pour le passage par mer ou par air, ou une garantie d'embarquement des compagnies respectives. Les consuls seront cependant très attentifs à ne pas gêner la venue à Lisbonne de passagers qui se destinent à d'autres pays et notamment aux liaisons aériennes transatlantiques ou à l'est.
3 – Quant aux émigrants politiques portugais :
a) - L'inscription peut se faire sur simple certificat de nationalité, sans droit à la protection consulaire ni au passeport, et cette restriction doit être consignée dans l'inscription et dans les certificats qui en découlent. L'état civil et les actes notariés sont autorisés en leur faveur.
b) - Lorsque le consul a des doutes sur le statut d'émigré politique d'un individu, il consultera le secrétaire d'État avant de procéder à l'enregistrement.
4 - Dans les cas douteux de cette nature, ainsi que dans ceux où l'enregistrement est effectué en vertu de l'alinéa a), il est interdit aux consuls de délivrer des passeports sans consultation préalable du secrétaire d'État.
5 - Les dispositions ici exprimées concernant les émigrants politiques ne couvrent pas les simples travailleurs qui ont émigré clandestinement en France ou qui ont participé à la guerre d'Espagne.
Les consuls peuvent, lorsqu'ils estiment qu'il y a des raisons de le conseiller, accorder des passeports exclusivement au Portugal avec la mention expresse qu'ils ne donnent pas le droit d'obtenir un visa consulaire portugais pour tout autre point.
Ces passeports doivent être accordés de préférence pour les voyages par mer, et la police de surveillance et de défense de l'État doit être informée de leur octroi, sans embargo sur une communication régulière au secrétaire d'État. »